# Kabinett Netanjahu V
Das Kabinett Netanjahu V, auch Kabinett Netanjahu-Gantz genannt, (hebräisch מֶמְשֶׁלֶת יִשְׂרָאֵל הַשְׁלוֹשִׁים וְחָמֵשׁ Memschelet Jisra'el haSchloschim veChamesch, deutsch: fünfunddreißigste Regierung Israels) war die 35. Regierung des Staates Israel und das fünfte Kabinett unter Ministerpräsident Benjamin Netanjahu. Es wurde von Netanjahu und dem alternierenden Ministerpräsidenten Benny Gantz in Form einer Rotationsregierung geführt.
Nach den Parlamentswahlen 2020 verhandelten die Parteien Likud sowie Chosen LeJisra’el über eine gemeinsame Regierung. Die Parteien Vereinigtes Thora-Judentum, Schas, Gescher, HaBajit haJehudi und Derech Eretz sowie zwei der drei Abgeordneten von Awoda sprachen sich für die Regierung aus.
Am 17. Mai 2020 wurde das Kabinett, das auch als Einheitsregierung gesehen wurde, gebildet. In der Vertrauensabstimmung wurde die Regierung mit 73 gegen 46 Stimmen bestätigt.
Da sich die Regierungskoalition bis zum Ablauf des 22. Dezember 2020 nicht auf einen Haushaltsplan einigen konnte, wurde um Mitternacht automatisch das Parlament aufgelöst und eine Parlamentswahl am 23. März 2021 terminiert. Die für den 17. November 2021 geplante Rotation im Amt des Ministerpräsidenten, mit der Gantz Ministerpräsident und Netanjahu alternierender Ministerpräsident geworden wäre, wurde damit hinfällig.
Diesem Kabinett folgte am 13. Juni 2021 das Kabinett Bennett-Lapid.

## Minister
Die Mitglieder des Kabinetts müssen in einer Rotationsregierung entweder dem Ministerpräsidenten oder dem alternierenden Ministerpräsidenten zugeordnet werden und diesem dann berichten.
| Portfolio                                          | Minister                                                                                        | Partei                     |
| -------------------------------------------------- | ----------------------------------------------------------------------------------------------- | -------------------------- |
| Ministerpräsident                                  | Benjamin Netanjahu (sich selbst zugeordnet)                                                     | Likud                      |
| Verteidigung, alternierender Ministerpräsident     | Benny Gantz (sich selbst zugeordnet)                                                            | Chosen LeJisra’el          |
| Inneres                                            | Arje Deri (Netanjahu zugeordnet)                                                                | Schas                      |
| Landwirtschaft und ländliche Entwicklung           | Alon Schuster (Gantz zugeordnet)                                                                | Chosen LeJisra’el          |
| Einwanderung und Integration                       | Pnina Tamano-Schata (Gantz zugeordnet)                                                          | Chosen LeJisra’el          |
| Stärkung und Förderung der Gemeinschaft            | Orly Levy (Netanjahu zugeordnet)                                                                | Gescher                    |
| Kommunikation                                      | Yoaz Hendel (Gantz zugeordnet)                                                                  | Derech Eretz               |
| Bau- und Wohnungswesen                             | Yaakov Litzman (Netanjahu zugeordnet)                                                           | Vereinigtes Thora-Judentum |
| Kultur und Sport                                   | Hili Tropper (Gantz zugeordnet)                                                                 | Chosen LeJisra’el          |
| Cyber- und digitale Angelegenheiten                | David Amsalem (Netanjahu zugeordnet)                                                            | Likud                      |
| Zweiter Minister für Verteidigung                  | Michael Biton (Gantz zugeordnet)                                                                | Chosen LeJisra’el          |
| Diasporaangelegenheiten                            | Omer Yankelevich (Gantz zugeordnet)                                                             | Chosen LeJisra’el          |
| Wirtschaft und Industrie                           | Amir Peretz (Gantz zugeordnet)                                                                  | Awoda                      |
| Bildung                                            | Joaw Galant (Netanjahu zugeordnet)                                                              | Likud                      |
| Umweltschutz                                       | Gila Gamliel (Netanjahu zugeordnet)                                                             | Likud                      |
| Finanzen                                           | Israel Katz (Netanjahu zugeordnet)                                                              | Likud                      |
| Auswärtige Angelegenheiten                         | Gabi Aschkenasi (Gantz zugeordnet)                                                              | Chosen LeJisra’el          |
| Gesundheit                                         | Juli-Joel Edelstein (Netanjahu zugeordnet)                                                      | Likud                      |
| Höhere Bildung und Wasserversorgung                | Ze’ev Elkin (Netanjahu zugeordnet)                                                              | Likud                      |
| Nachrichtendienste                                 | Eli Cohen (Netanjahu zugeordnet)                                                                | Likud                      |
| Jerusalemer Angelegenheiten                        | Rafi Peretz (Netanjahu zugeordnet)                                                              | HaBajit haJehudi           |
| Justiz                                             | Avi Nissenkorn (Gantz zugeordnet)                                                               | Chosen LeJisra’el          |
| Arbeit und soziale Wohlfahrt                       | Itzik Shmuli (Gantz zugeordnet)                                                                 | Awoda                      |
| Energie                                            | Yuval Steinitz (Netanjahu zugeordnet)                                                           | Likud                      |
| Öffentliche Sicherheit                             | Amir Ohana (Netanjahu zugeordnet)                                                               | Likud                      |
| Regionale Kooperation                              | Gilad Erdan (Netanjahu zugeordnet)                                                              | Likud                      |
| Religiöse Angelegenheiten                          | Ya’akov Avitan (Netanjahu zugeordnet)                                                           | Schas                      |
| Wissenschaft und Technologie                       | Yizhar Shai (Gantz zugeordnet)                                                                  | Chosen LeJisra’el          |
| Siedlungswesen                                     | Tzipi Hotovely (bis 2. August 2020) Zachi Ha-Negbi (seit 3. August 2020) (Netanjahu zugeordnet) | Likud                      |
| Soziale Gleichheit und Minderheitenangelegenheiten | Meirav Cohen (Gantz zugeordnet)                                                                 | Chosen LeJisra’el          |
| Strategische Angelegenheiten                       | Orit Farkash-Hacohen (Gantz zugeordnet)                                                         | Chosen LeJisra’el          |
| Tourismus                                          | Asaf Zamir (Gantz zugeordnet)                                                                   | Chosen LeJisra’el          |
| Transport                                          | Miri Regev (Netanjahu zugeordnet)                                                               | Likud                      |
| Minister ohne Portfolio                            | Zachi Ha-Negbi (bis 3. August 2020) (Netanjahu zugeordnet)                                      | Likud                      |

### Stellvertreter
| Portfolio                              | Minister      | Partei |
| -------------------------------------- | ------------- | ------ |
| Stellvertretender Gesundheitsminister  | Yoav Kisch    | Likud  |
| Stellvertretender Minister für Inneres | Gadi Yevarkan | Likud  |